# NGC 2567
NGC 2567 ist die Bezeichnung eines offenen Sternhaufens im Sternbild Puppis. NGC 2567 hat einen Durchmesser von 11′ und eine scheinbare Helligkeit von 7,4 mag. Das Objekt wurde am 4. März 1793 von Wilhelm Herschel entdeckt.